# Michiel Schapers

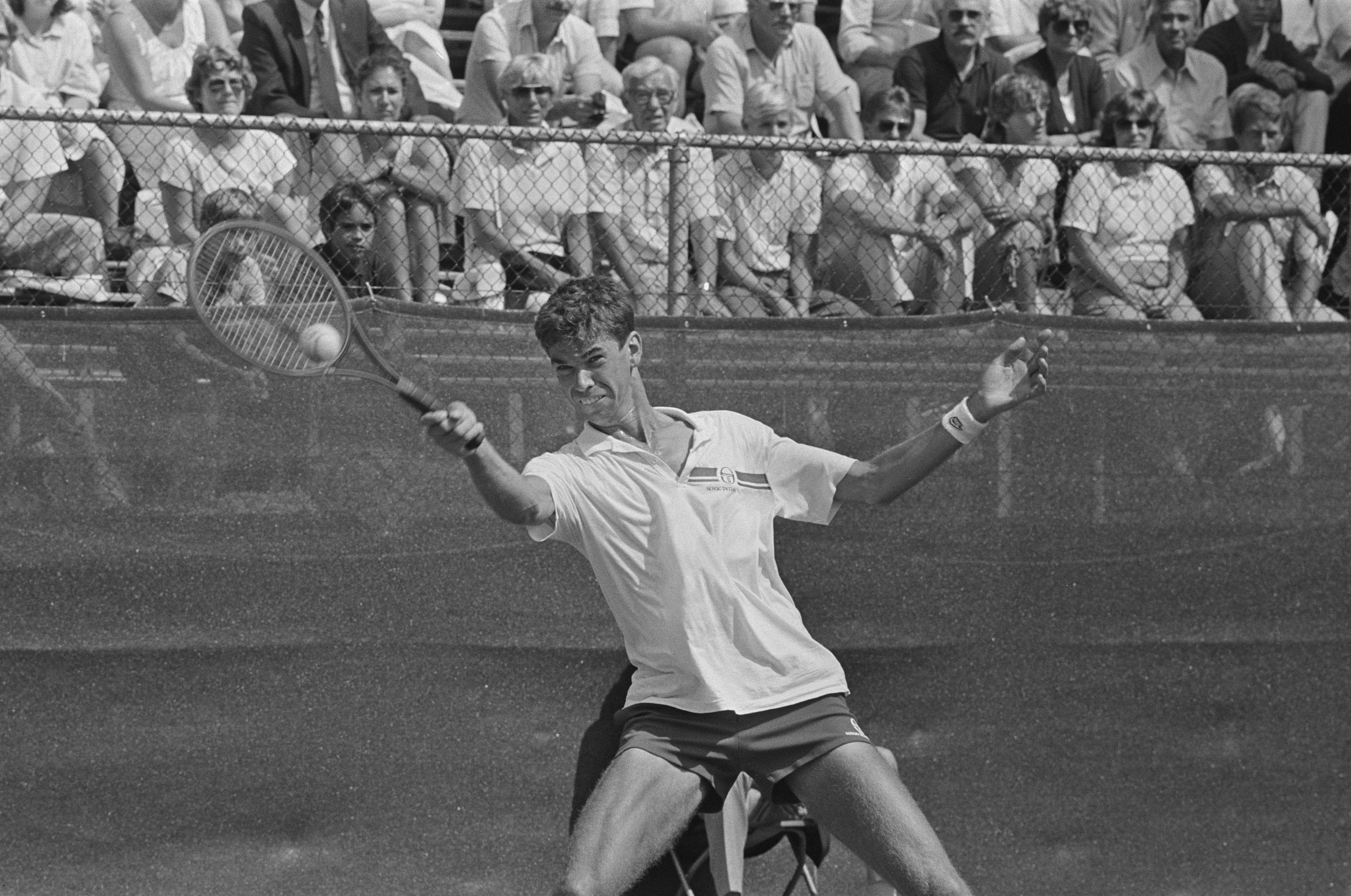
Michiel Schapers op 't Melkhuisje in 1985.

Michiel Schapers (Rotterdam, 11 oktober 1959) is een Nederlands voormalig proftennisser.

## Levensloop
Michiel Schapers studeerde bedrijfseconomie,  maar werd in 1982 op 22-jarige leeftijd proftennisser, met Martin Simek als trainer. Hij bereikte de kwartfinale van het Olympisch tennistoernooi in Seoel in 1988. Tevens bereikte hij twee keer de kwartfinale van het Australian Open (1985 en 1988). Vier keer bereikte hij een finale op de ATP-Tour. In zijn laatste finale op het ATP-toernooi van Rosmalen 1991 verspeelde hij twee matchpoints tegen de Duitser Saceanu. Zijn hoogste ranking op de ATP-wereldranglijst is plaats 25 (april 1988). Zijn wellicht mooiste overwinning boekte Schapers in 1985 tijdens het Australian Open. In vijf sets bedwong hij de regerend Wimbledonkampioen Boris Becker. Schapers heeft ook overwinningen behaald op grandslamwinnaars Yannick Noah en Johan Kriek (drie keer).
Schapers was een allround sporter die pas op zijn elfde met tennis begon. Hij moest het vooral hebben van zijn strategisch/tactisch talent en zijn sterke discipline.
Schapers was lang (2,00 meter) en gebruikte zijn lengte om aanvallend tennis te spelen. Met goed geplaatste services bracht hij zijn sterke volleys in stelling. Op de service van de tegenstander kwam hij ook vaak naar het net met "chip and charge" ("service return and volley") spel. Dankzij zijn verfijnde balgevoel blonk hij uit in dropshots en stopvolleys.
Schapers was jarenlang de nummer 1 van het Nederlandse tennis (1982 t/m 1988). met daarachter Tom Nijssen, Huub van Boeckel en Menno Oosting. Als enige Nederlander stond hij met regelmaat in de top 100. In zijn topjaar 1988 stond Schapers voortdurend in de top 50.
Na zijn actieve loopbaan werd hij tenniscoach. Hij coachte onder andere de Tsjech Daniel Vacek, de Duitser Alexander Radulescu, de Nieuw-Zeelandse Marina Erakovic en de Roemeense Raluca Olaru. Van 1995 tot 2004 werkte Schapers voor de KNLTB in diverse functies. Van 1998 tot en met 2000 was hij aanvoerder van het Davis Cup-team.

## Palmares

### Enkelspel
| Nr.              | Datum            | Toernooi     | Ondergrond    | Tegenstander in finale | Score         | Details |
| ---------------- | ---------------- | ------------ | ------------- | ---------------------- | ------------- | ------- |
| Verloren finales |                  |              |               |                        |               |         |
| 1.               | 11 januari 1987  | Auckland     | Hardcourt     | Miloslav Mečíř         | 2-6, 3-6, 4-6 |         |
| 2.               | 28 februari 1988 | Metz         | Tapijt (i)    | Jonas Svensson         | 2-6, 4-6      |         |
| 3.               | 6 maart 1989     | Nancy        | Hardcourt (i) | Guy Forget             | 3-6, 6-7      |         |
| 4.               | 16 juni 1991     | ATP Rosmalen | Gras          | Christian Saceanu      | 1-6, 6-3, 5-7 | Details |

## Resultaten grandslamtoernooien
| Legenda | Legenda                          |
| ------- | -------------------------------- |
| g.t.    | geen toernooi gehouden           |
| l.c.    | lagere categorie                 |
| –       | niet deelgenomen                 |
| G       | uitgeschakeld in de groepsfase   |
| 1R      | uitgeschakeld in de eerste ronde |
| 2R      | uitgeschakeld in de tweede ronde |
| 3R      | uitgeschakeld in de derde ronde  |
| 4R      | uitgeschakeld in de vierde ronde |
| KF      | uitgeschakeld in de kwartfinale  |
| HF      | uitgeschakeld in de halve finale |
| F       | de finale verloren               |
| W       | het toernooi gewonnen            |
| w-v     | winst/verlies-balans             |

### Enkelspel
| Toernooi        | 1983 | 1984 | 1985 | 1986 | 1987 | 1988 | 1989 | 1990 | 1991 | 1992 | 1993 |
| --------------- | ---- | ---- | ---- | ---- | ---- | ---- | ---- | ---- | ---- | ---- | ---- |
| Australian Open | –    | –    | KF   | –    | 2R   | KF   | 4R   | 1R   | 2R   | 3R   | 1R   |
| Roland Garros   | 1R   | 3R   | 2R   | 2R   | 3R   | 1R   | 1R   | 1R   | –    | 3R   | –    |
| Wimbledon       | 1R   | 1R   | –    | 1R   | 3R   | 3R   | 3R   | 1R   | –    | 1R   | –    |
| US Open         | –    | –    | –    | –    | 1R   | 1R   | 1R   | –    | 2R   | 1R   | –    |

### Mannendubbelspel
| Toernooi        | 1984 | 1985 | 1986 | 1987 | 1988 | 1989 | 1990 | 1991 | 1992 | 1993 |
| --------------- | ---- | ---- | ---- | ---- | ---- | ---- | ---- | ---- | ---- | ---- |
| Australian Open | –    | 2R   | –    | 1R   | 1R   | 2R   | 1R   | 1R   | 2R   | 2R   |
| Roland Garros   | 1R   | 1R   | KF   | 3R   | 1R   | 2R   | 2R   | 3R   | 1R   | –    |
| Wimbledon       | 2R   | –    | 3R   | 1R   | 1R   | 1R   | 3R   | 1R   | 2R   | –    |
| US Open         | –    | –    | –    | 2R   | 2R   | 2R   | –    | 2R   | 1R   | –    |